# Gracia Alonso de Armiño
Gracia Alonso de Armiño Riaño, née le 11 août 1992 à Bilbao en Espagne, est une joueuse espagnole de basket-ball.
D'abord ailier fort pour Estudiantes, elle fait ses débuts en Liga Femenina pour la saison 2016-2017, est sélectionnée dans l'équipe nationale 3x3 depuis 2020, et remporte la médaille d'argent aux Jeux olympiques de 2024 à Paris en basket 3x3.

## Biographie

### Jeunesse et formation
Gracia Alonso de Armiño commence le basket-ball à l'âge de 6 ans à Berrio Otxoa,. Elle joue avec les équipes nationales de Biscaye et du Pays basque. À 16 ans, elle joue une saison au Basket Ibaizabal, équipe avec laquelle elle a joue en Liga Femenina 2,.
Pendant son séjour aux États-Unis, où elle déménage à 17 ans, Gracia Alonso de Armiño joue avec le West High School de Knoxville, Tennessee, équipe avec laquelle elle devient championne de district et de région,. Elle participe en 2011 à la National Collegiate Athletic Association (NCAA) avec l'Université Freed-Hardeman, où elle reste pendant quatre ans,. Elle y poursuit en même temps des études d'infirmière.

### Carrière professionnelle en club
Gracia Alonso de Armiño participe ensuite à la ligue de basket suédoise avec le club Mark Basket,. Elle revient en Espagne et rejoint Gernika pour la saison 2016-2017, qui marque ses débuts dans la Liga Femenina Endesa,. Elle concourt en Liga Femenina 2 avec Basket Ibaizabal en 2017-2018 puis Real Canoe en 2018-2019,.
Gracia Alonso de Armiño rejoint le club Estudiantes Madrid pour la saison 2019-2020,. Cette saison, elle est nommée huit fois pour le « Meilleur Quintette » récompensant les meilleures performances individuelles des équipes d'Estudiantes en ACB, Liga Femenina 2 et EBA. Lors de sa deuxième saison à Estudiantes, en 2020-2021, elle revient en catégorie senior de la Liga Femenina,.
Gracia Alonso de Armiño signe à Arsaki pour la saison 2021-2022, puis avec Casademont Zaragoza pour la saison 2022-2023. Après avoir remporté le 29 mai 2023 le titre de la coupe de la Reine de basket-ball, elle quitte le club.

### Infirmière
À son retour en Espagne, Gracia Alonso de Armiño travaille comme infirmière pendant la pandémie de Covid-19.

### Carrière en équipe nationale
En 2020, Gracia Alonso de Armiño est sélectionnée dans l'équipe nationale espagnole de 3x3.
Elle est médaillée d'argent aux Jeux olympiques de 2024 à Paris le 5 août 2024 avec l'équipe nationale de basket 3x3,.